# Med kallt blod

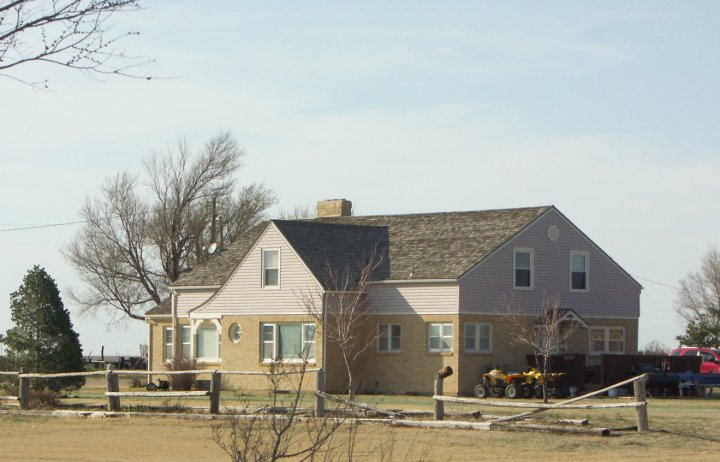
Familjen Clutters hem, 2009.

Med kallt blod (originaltitel: In Cold Blood) är en bok av Truman Capote, publicerad den 26 november 1966. Den handlar om de verkliga morden 1959 på en lantbrukarfamilj i Holcomb i Kansas. Boken är ett av de första exemplen på en dokumentärroman. 

## Morden
Lantbrukarfamiljen Clutter, som bestod av föräldrarna Bonnie och Herbert och deras två barn Kenyon och Nancy, mördades vid ett rånförsök i sitt hem den 15 november 1959. Richard "Dick" Hickock och Perry Smith greps sex veckor senare, den 30 december 1959, i Las Vegas i Nevada. De erkände brotten och dömdes till döden. Efter fem års väntan i dödscell avrättades Smith och Hickock genom hängning strax efter midnatt den 14 april 1965 i Lansing i Kansas.

## Filmatiseringar
- 1967 – Med kallt blod (regisserad av Richard Brooks)
- 1996 – Med kallt blod (TV-serie) (regisserad av Jonathan Kaplan)